# Bernardo Sassetti
Bernardo da Costa Sassetti Paes, conhecido apenas por Bernardo Sassetti ComIH (Lisboa, 24 de Junho de 1970 – Cascais, 10 de Maio de 2012), foi um compositor e pianista português.

## Biografia
Bernardo Sassetti iniciou os seus estudos de piano DINDONG clássico aos nove anos com a professora Maria Fernanda Costa e, mais tarde, com o professor António Menéres Barbosa, tendo frequentado também a Academia dos Amadores de Música. Dedicou-se ao jazz, estudando com Zé Eduardo, Horace Parlan e Sir Roland Hanna. Em 1987 começa a sua carreira profissional, em concertos e clubes locais, com o quarteto de Carlos Martins e o Moreiras Jazztet; participa em inúmeros festivais com músicos tais como Al Grey, John Stubblefield, Frank Lacy e Andy Sheppard. Desde então, nos primeiros quinze anos de carreira, apresenta-se por todo o mundo ao lado de Art Farmer, Kenny Wheeler, Freddie Hubbard, Paquito D'Rivera, Benny Golson, Curtis Fuller, Eddie Henderson, Charles McPherson, Steve Nelson, integrado na United Nations Orchestra e no quinteto de Guy Barker com o qual gravou o CD "Into the blue" (Verve), nomeado para os Mercury Awards 95 - Ten albuns of the year. Em Novembro de 1997, também com Guy Barker, gravou "What Love is", acompanhado pela Orquestra Filarmónica de Londres e tendo como convidado especial o cantor Sting.
Como compositor destacam-se as suites "Ecos de África", "Sons do Brasil", "Mundos", "Fragments (Of Cinematic Illusion)", "Entropé" (para piano e orquestra) e "4 Movimentos Soltos" (para piano, vibrafone, marimba e orquestra). O seu primeiro trabalho discográfico como líder, Salsetti (Groove/Movieplay), foi gravado em Abril de 1994 com a participação de Paquito D'Rivera, o segundo, Mundos (Emarcy/Polygram), em Janeiro de 1996.
"Nocturno", lançado pela editora Clean Feed em 2002, foi distinguido com o 1.º Prémio Carlos Paredes. "Índigo" e "Livre" são outras das suas mais recentes gravações de piano solo para a mesma editora.
A 30 de Janeiro de 2006 foi feito Comendador da Ordem do Infante D. Henrique.
Bernardo Sassetti foi casado com a actriz Beatriz Batarda, com a qual teve duas filhas, Maria e Leonor Batarda Fernandes Sassetti Pais, de 8 e 6 anos à data da sua morte.
Morreu em 10 de Maio de 2012, na sequência de uma queda de 20 metros duma falésia no Guincho. A Capitania do Porto de Cascais recebeu uma chamada às 15h15 de quinta-feira 10 de Maio para socorrer “um indivíduo caído numas pedras a norte da Praia do Abano”.

### Música para cinema
Dedicava-se regularmente à música para cinema, tendo realizado vários trabalhos, de entre os quais se destaca a sua participação no filme do realizador Anthony Minguella - "The Talented Mr. Ripley" (Paramount/Miramax). Para este projecto gravou "My Funny Valentine" com o actor Matt Damon, entre outros temas. Compôs igualmente, em parceria com o trompetista Guy Barker, uma série de temas para serem apresentados na estreia deste filme realizada em Los Angeles, Nova Iorque, Chicago, Berlim, Paris Londres e Roma.
Os seus mais importantes trabalhos de composição para cinema são os seguintes: "Maria do Mar" de Leitão Barros, "Facas e Anjos" de Eduardo Guedes, "Quaresma" de José Álvaro Morais, "O Milagre Segundo Salomé" de Mário Barroso, "A Costa dos Murmúrios" de Margarida Cardoso, "Alice" de Marco Martins, o documentário "Noite em Branco" de Olivier Blanc e a curta-metragem "As Terças da Bailarina Gorda" de Jeanne Waltz. Como solista, participou também no filme "Pax" de Eduardo Guedes e na curta-metragem "Bloodcount" de Bernard McLoughlan.

### Como concertista
Como concertista, apresenta-se em piano solo, em trio com Carlos Barretto e Alexandre Frazão ou em duo com o pianista Mário Laginha, com quem gravou os CDs "Mário Laginha/Bernardo Sassetti" e "Grândolas" (uma homenagem a Zeca Afonso e aos 30 anos do 25 de Abril).

### Como solista
De entre muitos discos gravados (como solista, acompanhador e compositor) podem destacar-se os seguintes: Conrad Herwing e Trio de Bernardo Sassetti - "Ao vivo no Guimarães jazz"; Orquestra Cubana Sierra Maestra - "Dundumbanza" e "Tibiri tabara"; Carlos Barreto - "Impressões" e "Olhar"; Carlos Martins com Cindy Blackman - "Passagem"; Luis Represas - "Cumplicidades"; Carlos do Carmo "Ao vivo no Coliseu"; Guy Barker - "Into the blue", "Timeswing"  e "What love is"; Perico Sambeat - "Perico"; Guillermo McGill - "Cielo" e "Oración"; Tetvocal - "Desafinados"; Djurumani - "Reencontro" e Andy Hamilton - "Jamaica by night", entre muitos outros.

## Discografia
- Salsetti, 1994, Groove
- Mundos, 1996, Universal
- Nocturno - Bernardo Sassetti Trio, 2002, Clean Feed (com Carlos Barretto e Alexandre Frazão), NRW
- Piano a 4 mãos - (Sassetti e Mário Laginha), 2003
- Grândolas - Seis Canções e Dois Pianos nos Trinta Anos de Abril (com Mário Laginha), 2004
- Indigo, 2004, Clean Feed
- Livre, 2004, Clean Feed
- Alice - (Banda sonora do filme), 2005, Trem Azul
- Ascent - (com Carlos Barretto e Alexandre Frazão), Bernardo Sassetti Trio2, 2005, Clean Feed
- Unreal: Sidewalk Cartoon, 2006, Clean Feed[5]
- Dúvida (1964), 2007, Trem Azul
- 3 Pianos - (com Mário Laginha e Pedro Burmester), 2007
- Um Amor de Perdição, 2009, Trem Azul
- Palace Ghosts And Drunken Hymns - com Will Holshouser Trio, 2009, Clean Feed
- Second Life, 2009
- Motion - Bernardo Sassetti Trio, 2010, Clean Feed
- Carlos do Carmo & Bernardo Sassetti - com Carlos do Carmo, 2011,Universal[6]